# FastAPP
FastAPPは、Webシステムのローコード開発ツール。販売開始は2012年。
開発元はSCSKである。

## 特徴
クラウドやオンプレのデータベース（SQLServer/Oracle/MySQLなど）などのローカルのWebシステム開発にも対応している。

## 歴史
- 2012年　提供開始
- 2015年　Ver2.0
- 2018年　Ver3.0
- 2021年　Ver4.0